# Perama (Epiro)
Perama (in greco Πέραμα?) è un ex comune della Grecia nella periferia dell'Epiro (unità periferica di Giannina) con 5 743 abitanti secondo i dati del censimento 2001.
È stato soppresso a seguito della riforma amministrativa, detta Programma Callicrate, in vigore dal gennaio 2011 ed è ora compreso nel comune di Giannina.
Sorge sulle rive del lago Pamvotida.